# القديس جورج (جامعة لندن)
القديس جورج، جامعة لندن (بالإنجليزية: St George's, University of London)‏ هي إحدى جامعات انكلترا وأحد المدارس لتعليم الطب في المملكة المتحدة. مركز هذه المدرسة الطبية هو منطقة توتنغ جنوب غرب لندن. تم تأسيس هذه المدرسة رسمياً في 1751.
تقوم هذه الجامعة بتدريس العديد من العلوم الاحيائية والطبية إضافة إلى الطب كما أنها لديها شراكة مع جامعة كينغستن في عدة مجالات ومنها مجال الصيدلة.